# 楊性魯
楊性魯（？—？），號誠宇，河南彰德府磁州人，明朝政治人物。

## 生平
萬曆十三年（1585年）乙酉科河南鄉試舉人。萬曆二十年（1592年），登壬辰科第三甲第八十二名，工部觀政，授山西高平縣知縣，二十三年致仕。

## 家族
曾祖楊慶；祖父楊珣；父楊株。